# Vickers VC.1 Viking
El Vickers VC.1 Viking fue un avión de pasajeros bimotor británico de corto alcance, derivado del bombardero Wellington y construido por Vickers-Armstrong en Brooklands, cerca de Weybridge, en Surrey. Después de la Segunda Guerra Mundial, el Viking fue un importante avión de pasajeros con aerolíneas británicas, estando pendiente el desarrollo de aeronaves turbohélice como el Viscount. Un fuselaje experimental fue equipado con turborreactores Rolls-Royce Nene y voló por primera vez en 1948. Los desarrollos militares fueron el Valetta y el Varsity.

## Diseño y desarrollo
El Ministerio de Producción de Aeronaves ordenó tres prototipos del Wellington Transport Aircraft, para cubrir la Especificación 17/44 del Ministerio del Aire, a Vickers-Armstrongs Limited. La especificación era para un requisito en tiempo de paz por un avión de pasajeros provisional para recorridos cortos y medios, para dar servicio hasta que los diseños más avanzados especificados por el Comité Brabazon (en particular, el Ambassador y el Apollo) pudieran ser desarrollados. Para acelerar el desarrollo, la aeronave usó el diseño del ala y del tren de aterrizaje del Wellington pero el fuselaje era nuevo. Aunque el contrato original hacía referencia al Wellington Transport Aircraft, al final, el nombre Viking fue elegido.
El primer prototipo (designado el Type 491 y matriculado G-AGOK) fue construido por el Departamento Experimental de Vickers en su sitio de dispersión en tiempos de guerra de Foxwarren y fue volado por primera vez por 'Mutt' Summers en el Aeródromo de Wisley el 22 de junio de 1945. Esta aeronave se estrelló el 23 de abril de 1946 por un fallo en los dos motores; no se produjeron víctimas mortales como consecuencia del accidente. Tras ensayos exitosos de los tres prototipos, el Ministerio de Producción de Aeronaves encargó 50 aeronaves. La primera aeronave de BOAC voló el 23 de marzo de 1946. Los prototipos fueron usados después para realizar pruebas con la RAF, lo que llevó a encargos de versiones militares (el Viking C.2 (12 encargados como cargueros/transportes) y la versión modificada Valetta C.1).
Los 19 aeronaves iniciales de producción (después designadas como Viking 1A) transportaban 21 pasajeros, tenían fuselajes metálicos y (excepto para el ala interior a las góndolas) alas y unidades de cola geodésicas revestidas de tela. Según comentarios de los clientes, los siguientes 14 ejemplares, conocidos como Viking 1, presentaban alas y unidades de cola de metal sujeto a esfuerzos. La siguiente variante, el Viking 1B, era 71 cm más largo, transportando 24 pasajeros con motores de pistón Bristol Hercules repotenciados, logrando una tirada de producción de 115 ejemplares. Un ejemplar de este lote fue cambiado durante la producción para que pudiera ser equipado con dos turborreactores Rolls-Royce Nene, realizando su primer vuelo el 6 de abril de 1948.
El 25 de julio de 1948, en el 39 aniversario del cruce de Blériot del Canal de la Mancha, el Type 618 Nene-Viking voló desde Heathrow a París (Villacoublay) por la mañana, transportando cartas a la viuda y al hijo de Blériot (secretario de la FAI), que lo vieron en el aeropuerto. El vuelo de 357 km duró sólo 34 minutos. Posteriormente, voló de vuelta a Londres por la tarde. Alcanzó una velocidad máxima de 668 km/h a 3700 m (12 000 pies) y media de 634 km/h. En 1954 fue comprado al Ministerio de Abastecimiento y fue sometido a la sustancial conversión a motores de pistón Hercules 634 por Eagle Aviation para unirlo a su flota.
La producción terminó en 1948, incluyendo 16 ejemplares para la RAF, de los que cuatro fueron para el Destacamento del Rey, pero, en 1952, BEA adaptó algunos a una disposición de 38 pasajeros, alcanzando la carga útil máxima de 2500 a 3300 kg. Todos los Viking presentaban un tren de aterrizaje con rueda de cola.
El 58 º Viking (c/n 158) se convirtió en el prototipo del Valetta militar, del que se produjeron 262 ejemplares para la RAF. Cuando en 1952 finalizó la producción de este modelo reforzado pero externamente similar, ya se estaba entregando a la RAF una versión de entrenamiento con tren de aterrizaje triciclo, llamada Varsity. Todos ellos, excepto uno, entraron en servicio con la RAF; el otro ejemplar fue a la Fuerza Aérea Sueca. La producción de 161 Varsity mantuvo los talleres de Hurn ocupados hasta enero de 1954, y disfrutaron una larga vida útil. Seis ejemplares están preservados, incluyendo el Museo de Brooklands, y el Museo del Aire de Newark.

## Historia operacional

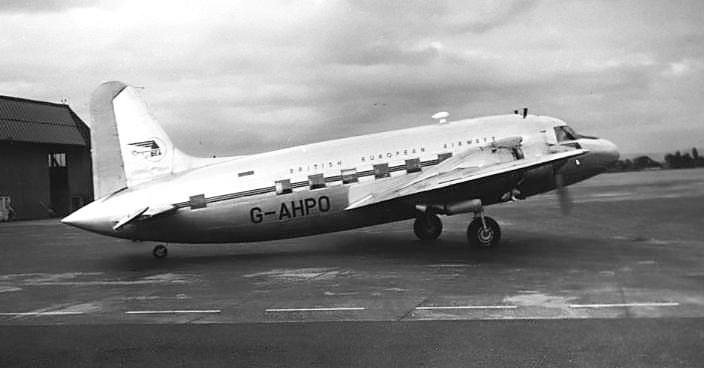
Vickers Viking 1B de BEA G-AHPO "Venturer" en el Aeropuerto de Mánchester en 1952.

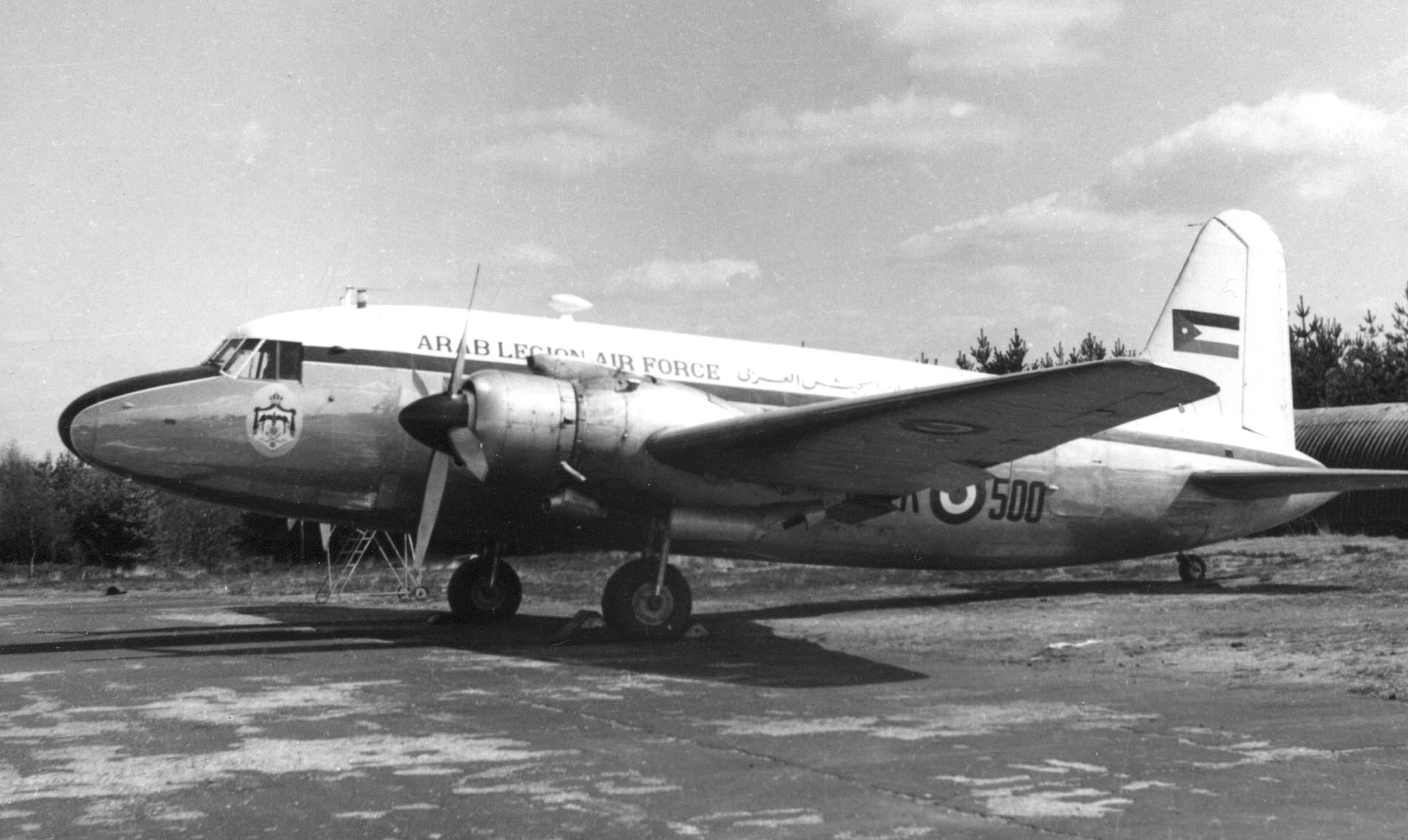
Viking 1B de la Fuerza Aérea de la Legión Árabe (Jordania) en el Aeropuerto de Blackbushe, Hants, en abril de 1955.

El primer Viking fue volado en el aeródromo de vuelos de pruebas de Vickers en Wisley, Surrey, por el piloto de pruebas jefe Joseph "Mutt" Summers, el 22 de junio de 1945, y la tercera aeronave construida fue entregada a BOAC en Hurn, cerca de Bournemouth, el 20 de abril de 1946. Tras la entrega de nueve ejemplares a BOAC para los vuelos de desarrollo, incluyendo los dos prototipos que quedaban, British European Airways (BEA) fue fundada el 1 de agosto de 1946 para operar aviones de pasajeros dentro de Europa, y estos primeros VC.1 Viking fueron transferidos a la nueva aerolínea.
Después de un vuelo de pruebas desde Northolt hasta Oslo el 20 de agosto de 1946 realizado por la recién formada BEA, el primer vuelo regular con servicio programado del Viking comenzó entre Northolt y el Aeropuerto de Copenhague el 1 de septiembre de 1946.
En total, se construyeron 163 Viking. Las iniciales "VC" significaban Vickers Commercial, recordando el precedente "VC" establecido por el anterior Vimy Commercial de 1919. Vickers después dejó de usar las siglas "VC", en lugar de ello usó números de modelo en las series 49x y 600, que indicaban la aerolínea específica del cliente.
BEA operó su gran flota de Viking en muchas rutas troncales europeas y británicas durante ocho años. Desde 1951, la flota restante fue modificada con 36 asientos, en vez de 27, y fue llamada "Admiral Class". BEA operó el Viking hasta finales de 1954, cuando el último fue reemplazado por los modernos y presurizados Airspeed Ambassador y Viscount.
BEA vendió sus Viking a varias aerolíneas británicas para usarlos en sus crecientes redes de rutas regulares y chárter. Algunos fueron vendidos a otros operadores europeos. Un Viking 1B ex-BEA fue equipado como una aeronave vip para la Fuerza Aérea de la Legión Árabe, principalmente para uso del Rey de Jordania. La mayor parte de los Viking fue retirada del servicio a mediados de 1960 y sólo existen en el mundo seis ejemplares, con dos supervivientes en el Reino Unido, ambos en importantes restauraciones a largo plazo.

## Variantes
Viking
Prototipos con dos motores Bristol Hercules 130 de 1250 kW (1675 hp), tres construidos.
Viking 1A
Versión de producción inicial con alas geodésicas y 2 motores Bristol Hercules 630 de 1261 kW (1690 hp).
Viking 1
Aeronaves de producción con alas de revestimiento sujeto a esfuerzos y dos motores Bristol Hercules 634 de 1261 kW (1690 hp).
Viking 1B
Viking 1 con "morro largo", 113 construidos.
Nene Viking
Un avión Viking 1B  modificado para pruebas con dos turborreactores Rolls-Royce Nene I de 22,3 kN (5000 lbf).
Viking C.2
Designación militar británica del Viking 1; aeronave de transporte vip para el Destacamento del Rey de la RAF.
Valetta C.1 & C.2
Diseño modificado con suelo reforzado y puerta de carga grande.
Varsity T.1
Diseño del Valetta muy modificado con tren de aterrizaje triciclo para entrenamiento de navegación y tripulaciones.

### Números de modelo
Type 491
Primer prototipo.
Type 495
Segundo prototipo.
Type 496
Tercer prototipo.
Type 498
Viking 1A para British European Airways. Tres ejemplares, luego a la Fuerza Aérea Argentina.
Type 604
Viking 1B para Indian National Airways, con dos motores Hercules 634.
Type 607
Prototipo del Valetta para el Ministerio de Abastecimiento, con dos motores Hercules 230.
Type 610
Viking 1B para British European Airways.
Type 613
Proyectada variante de transporte de combustible, no construida.
Type 614
Viking 1 para British European Airways.
Type 615
Viking 1 para el Gobierno Argentino, con dos motores Hercules 634.
Type 616
Viking 1 para Central African Airways.
Type 618
Nene Viking para el ministro de Abastecimiento.
Type 620
Viking 1 para el Gobierno Argentino, con dos motores Hercules 630.
Type 621
Viking C.2 para la Real Fuerza Aérea con dos motores Hercules 130.
Type 623
Viking C.2 para la Real Fuerza Aérea con dos motores Hercules 134. Dos ejemplares encargados para uso por el Destacamento del Rey para una gira real a Sudáfrica, una aeronave para el Rey y una para la Reina.
Type 624
Viking C.2 para la Real Fuerza Aérea con dos motores Hercules 134. Un ejemplar encargado para uso por el Destacamento del Rey para una gira real a Sudáfrica, para uso por los oficiales de Estado, en configuración de 21 asientos.
Type 626
Viking C.2 para la RAF con dos motores Hercules 134. Un ejemplar encargado para uso por el Destacamento del Rey para una gira real a Sudáfrica, como avión de apoyo a taller móvil.
Type 627
Viking 1B para Airwork Limited.
Type 628
Viking 1B para DDL con dos motores Hercules 634.
Type 631
Proyectada variante de 34 plazas, no construida.
Type 632
Viking 1B para Air India con dos motores Hercules 634.
Type 634
Viking 1B para Aer Lingus con dos motores Hercules 634.
Type 635
Viking 1B para South African Airways con dos motores Hercules 634.
Type 636
Demostrador del Viking 1B.
Type 637
Valetta C.1 para la Real Fuerza Aérea con dos motores Hercules 230.
Type 639
Viking 1 para Hunting Air Transport.
Type 641
Viking 1 para Suidair International.
Type 643
Viking 1 para Suidair International con dos motores Hercules 630.
Type 644
Viking 1B para Iraqi Airways.
Type 649
Viking 1B para la Fuerza Aérea de Pakistán con dos motores Hercules 634.
Type 651
Valetta C.1 para la Real Fuerza Aérea con dos motores Hercules 634.
Type 657
Conversiones a Viking 1A del Type 498 para BSAAC.

## Operadores

### Civiles
Alemania
- Aero Express Flug[22]
- Aerotour
- Colombus Luftreederei
- Condor
- Deutsche Flugdienst
- LTU International
- Transavia Flug

 Argentina
- Aerolíneas Argentinas

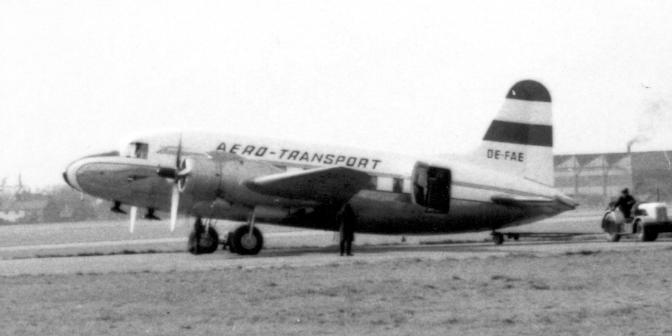
Vickers Viking 1 de Aero-Transport (Austria) en 1958.

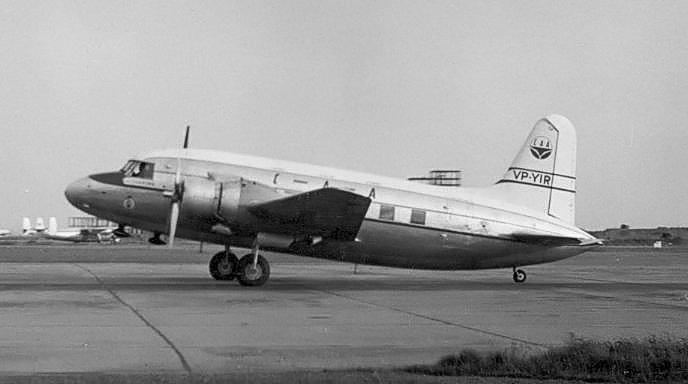
Vickers Viking de Central African Airways en London Heathrow, en mayo de 1953.

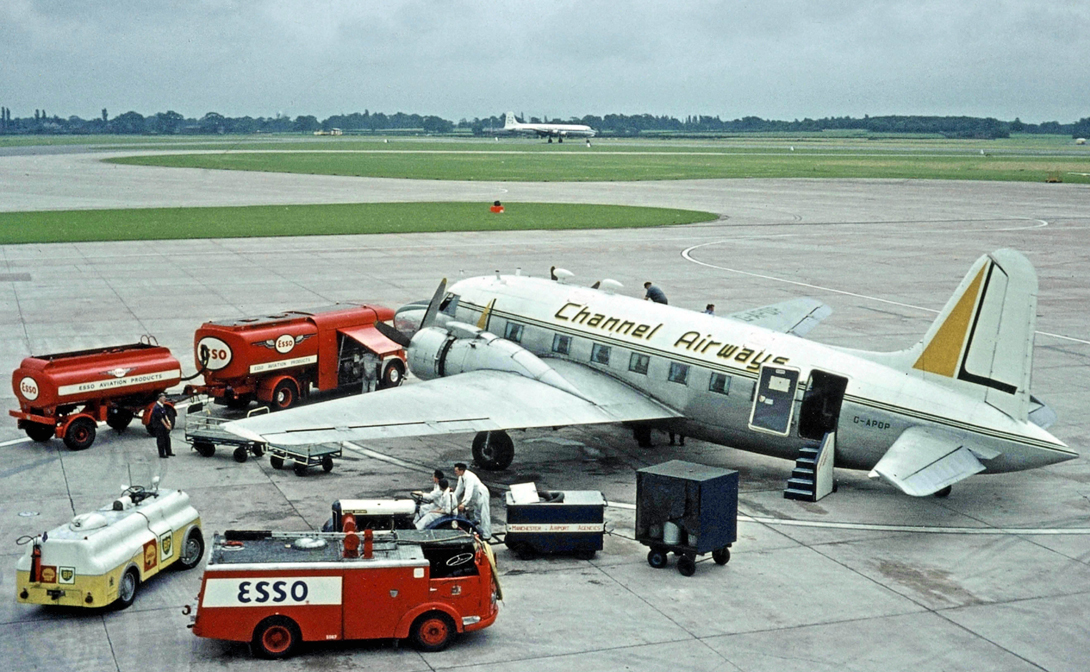
Viking C.2 de Channel Airways en Manchester Ringway, el 25 de julio de 1964.

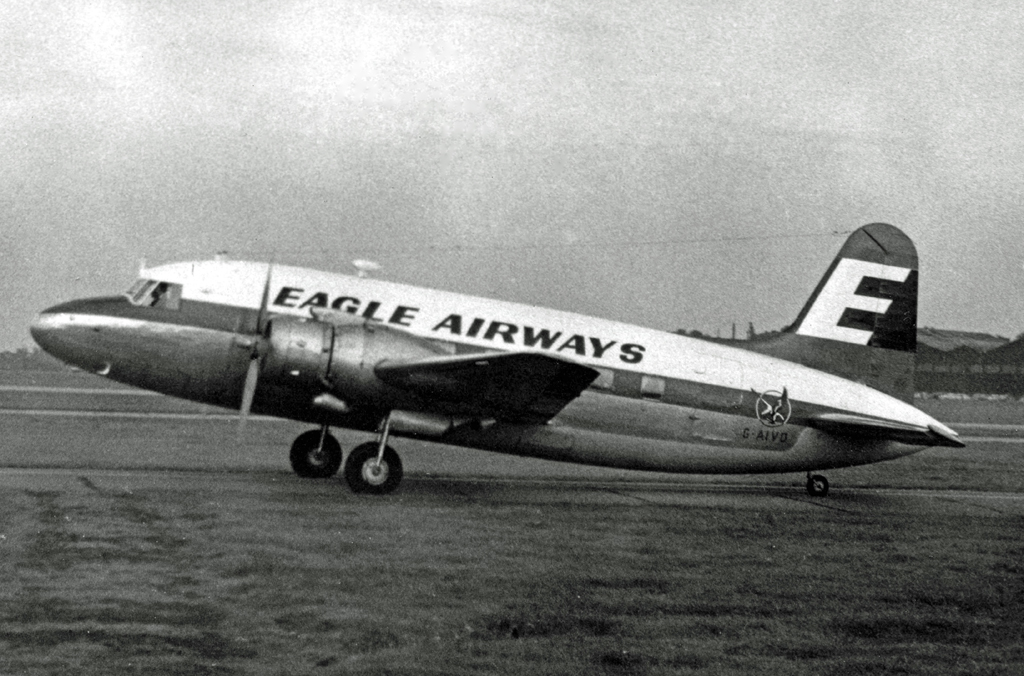
Viking 1B de Eagle Airways en Manchester Ringway, en julio de 1959.

- Junta de Aeronáutica Civil Argentina
- Flota Aérea Mercante Argentina
- LADE

 Austria
- Aero Transport

 Bélgica
- Aviameer Airlines[23]

 Dinamarca
- Det Danske Luftfartselskab A/S - DDL[22]

 Egipto
- Misrair[22]

 Francia
- Airnautic
- Air Dauphine
- Air Inter
- Air Sahara
- Europe Aero Service
- Transportes Aeriens Reunis

 India
- Air India[22]
- Indian Airlines[22]
- Indian National Airways[22]

 Irak
- Iraqi Airways[22]
- Iraq Petroleum Transport Company[22]

 Irlanda
- Aer Lingus[22]

 Kuwait
- Kuwait Oil Company

 México
- Bernado Pasquelle
- Gobierno de México

 Portugal (India Portuguesa)
- Transportes Aéreos da Índia Portuguesa

 Pakistán
- Gobernador General de Pakistán. Avión personal de Quaid E Azam Muhammad Ali Jinnah.

 Reino Unido
- African Air Safaris
- Air Ferry
- Air Safaris[22]
- Airwork Services[22]
- Autair
- Bembridge Air Hire Limited
- BKS Air Transport[22]
- Blue-Air
- British European Airways[22]
- British Overseas Airways Corporation (usados sólo para vuelos de desarrollo de BOAC)
- Eagle Aviation/Eagle Airways[22]
- British International Airlines[22]
- British Nederland Airservices
- Channel Airways
- Continental Air Services
- Crewsair Limited[22]
- Decca Navigator Company
- Dragon Airways
- Eros Airlines (UK)
- Falcon Airways
- Field Aircraft Services[22]
- First Air Trading Company
- Hunting Air Transport[22]
- Hunting-Clan Air Transport[22]
- Invicta Airways / Invicta International Airways
- Independent Air Transport
- James Stuart Travel Limited
- Maitland Drewery Aviation
- Meredith Air Transport
- Orion Airways
- Overseas Aviation[22]
- Pegasus Airlines
- Tradair Limited[22]
- Trans World Charter[22]
- Vendair Limited

 Rodesia del Sur
- Central African Airways[22]

 Sudáfrica
- Protea Airways
- South African Airways[22]
- Suldair International Airways[22]
- Trek Airways
- United Airways

 Suiza
- Balair

 Trinidad y Tobago
- British West Indian Airways[22]

### Militares
Argentina
- Fuerza Aérea Argentina: 30 aviones.[24] Un ejemplar (T-64, ex LV-XFM) usado como avión presidencial de 1948 a 1952.[25]

 Australia
- Real Fuerza Aérea Australiana: un Viking C.2 en servicio de 1947 a 1951.

 Jordania
- Fuerza Aérea de la Legión Árabe
- Real Fuerza Aérea Jordana

 Pakistán
- Fuerza Aérea de Pakistán

 Reino Unido
- Real Fuerza Aérea

## Especificaciones (Viking 1B)
Referencia datos: Vickers Aircraft since 1908 

### Características generales
- Longitud: 19,9 m (65,2 ft)
- Envergadura: 27,2 m (89,2 ft)
- Altura: 6 m (19,6 ft)
- Superficie alar: 81,9 m² (881,6 ft²)
- Peso vacío: 10 433 kg (22 994,3 lb)
- Peso máximo al despegue: 15 422 kg (33 990,1 lb)
- Planta motriz: 2× motor radial de 14 cilindros en dos filas Bristol Hercules 634.
  - Potencia: 1260 kW (1737 HP; 1713 CV) cada uno.
- Hélices: 1× De Havilland o Rotol cuatripala de velocidad constante por motor.
- Diámetro de la hélice: 4,04 m[27]
- Capacidad de combustible: 3400 L[27]

### Rendimiento
- Velocidad máxima operativa (Vno): 423 km/h (263 MPH; 228 kt) a 300 m (1000 pies)
- Velocidad crucero (Vc): 340 km/h (211 MPH; 184 kt) [28]
- Alcance: 2700 km (1458 nmi; 1678 mi) a 340 km/h
- Techo de vuelo: 7600 m (24 934 ft)
- Régimen de ascenso: 7,6 m/s (1496 ft/min)
- Carrera de despegue para 15 m (50 pies): 780 m[27]
- Distancia de aterrizaje desde 15 m (50 pies): 1200 m[27]

## Aeronaves relacionadas

### Desarrollos relacionados
- Vickers Valetta
- Vickers Varsity
- Vickers Wellington

### Aeronaves similares
- Douglas DC-3

### Secuencias de designación
- Secuencia Numérica (interna de Vickers): ← 487 - 488 - 490 - 491 - 492 - 493 - 495 - 496 - 498 - 499 - 559 - 571 - 579 -- 587 - 601 - 602 - 604 - 607 - 610 - 611 - 614-618 - 619 - 620-628 - 630 - 632 - 634 - 635 - 636 - 637 - 638 - 639 - 640 - 641-646 - 648 - 649 - 650 - 651 - 654 - 657 - 659 - 660 - 663 →
- Secuencia VC._ (interna de Vickers): VC.1 - VC.2 - VC.3 - VC.4 →
- Secuencia A_ (Aeronaves de la RAAF (Serie Dos, 1935-1963)): ← A79 - A80 - A81 - A82 - A83 - A84 - A85 →